# Коронована мелонгена
Коронованите мелонгени (Melongena corona) са вид коремоноги от семейство Melongenidae.
Таксонът е описан за пръв път от Йохан Фридрих Гмелин през 1791 година.

## Подвидове
- Melongena corona corona
- Melongena corona johnstonei
- Melongena corona perspinosa
- Melongena corona winnerae